# 11099 Sonodamasaki
11099 Sonodamasaki este un asteroid din centura principală de asteroizi.

## Descriere
11099 Sonodamasaki este un asteroid din centura principală de asteroizi. A fost descoperit pe 20 aprilie 1995 la Kitami de Kin Endate și Kazuro Watanabe. Asteroidul prezintă o orbită caracterizată de o semiaxă mare de 2,38 ua, o excentricitate de 0,22 și o înclinație de 10,0° în raport cu ecliptica.